# 程秉
程 秉（てい へい、生没年不詳）は、中国後漢末期から三国時代の人物。呉の学者・政治家。字は徳枢。豫州汝南郡南頓県（現在の河南省周口市項城市）の人。

## 生涯
鄭玄に師事して学問を学び、乱を逃れて交州の士燮の下に身を寄せた。交阯には劉熙がいたため、ここで学識を深め五経に通じるようになった。また士燮から長史に任ぜられた。
やがて、学者としての評判を聞いた呉の孫権から招聘されてその幕僚となり、太子孫登の教育係（太子太傅）を任された。黄武4年（225年）、孫登の婚礼のときには太常となり、孫登の妃（周妃）を迎える役を務めた。孫権・孫登からも丁重に遇された。
病気のため在官のまま亡くなったという。
『周易摘』・『尚書駮』・『論語弼』などの3万字余りの著作を残した。陳寿は「厳畯・闞沢と並んで一代の学者であった」と評している。
小説『三国志演義』では、孫権が呉の国主となって集めた賢人の一人として登場する。赤壁の戦いの時は曹操への降伏を主張し、諸葛亮と論戦するがあっけなく敗れる。その後、劉備が関羽の仇討ちのため呉に攻め込んできた時は、孫権の使いとして派遣され、張飛を暗殺した張達らの身柄を劉備に差し出すが、劉備の怒りを収めることができず申し入れを一蹴され、命からがら呉に逃げ帰っている。